# Бердичівський район (1925—2020)
Берди́чівський райо́н — колишня адміністративно-територіальна одиниця у складі Бердичівської округи і Житомирської області УРСР та України. Районний центр — м. Бердичів. Населення становить 29 174 осіб (на 1.08.2013). Площа — 865.2 км². Утворений 17 червня 1925 року.

## Географія
Район розташований в південній частині Житомирської області і входить до складу лісостепової зони. Клімат помірно континентальний, ґрунт розвитку рослинництва.
До складу Бердичівського району входить 62 населених пункти, підпорядкованих одній селищній та 29 сільським радам. Одне селище міського типу смт. Гришківці.
Площі лісонасаджень складають понад 10 тис.га.

### Корисні копалини
У районі є граніт, сировина для виробництва цегли та черепиці, камінь, каолін, будівельний пісок, торф.
Далеко за межами району відоме Райківське кам'яне родовище з видобутку природного каменю. Розвідувальні запаси кар'єру становлять 12 млн м³.
У Великогадомецькому родовищі розвідані великі запаси первинних каолінів. Досліджена на вміст каоліну територія займає 70 га із заляганням товстого шару цінної глини 7-14 метрів, що дозволяє видобувати її відкритим способом. Запаси каоліну сягають 83 млн м³. У промисловості він використовується як добавка при виготовленні паперу, парфумерії, скла, гуми, штучних шкір, пластмас, фарб, деяких засобів захисту рослин, є головним компонентом для виробництва керамічних і порцелянових виробів.

## Історія

### Бердичівський район (1923—1925)
Бердичівський район утворений 7 березня 1923 року. 27 березня 1925 центр Бердичівського району перенесений з Бердичева до Махнівки, а район перейменований на Махнівський.

### Бердичівський район (1925—2020)
17 червня 1925 року на території Бердичівської округи утворено новий Бердичівський район, до якого ввійшли:
- В.-П'ятигірська, Бистрицька, Жидовецька, М.-Радзивилівська, Маркушівська, Обухівська, Терехівська, Фридрівська, Хажінська, Поличинецька, Грушковецька, Дмитріївська і Скраглійська сільради Махнівського району.
- В.-Мошківська, Гальчинецька, Журбинецька, Ляховецька (без села Розкопана Могила), М.-Мошківська, Никонівська, Половецька, Реївська, Скаківська, Солотвинська і Червонинська сільради розформованого Коднянського району Житомирської округи.
- Слободищенська і Швайківська сільради Троянівського району Житомирської округи.
- Голодьківська, Мало-Татаринівська і Райківська сільради Янушпільського району, переданого до Бердичівської округи.
- Білопільська, Велико-Гадомецька, Велико-Низгурецька, Гуровецька, Іванковецька, Кашперівська, Красівська, Пузирецька, Садківська і Семенівська сільради розформованого Білопільського району.

15 вересня 1930 року район розформований з віднесенням сільрад:
- Домбалівської, Фрідріхської, Кмитинецької та Поличинецької до складу Махнівського району;
- Гурівецької, Дерганівської, Пузирецької, Палаївської, Білопільської, Закутинецької, Мало-Гадомецької, Кашперівської та Татарсько-Селищної до складу Козятинського району;
- решту до відання Бердичівської міської ради.

28 червня 1939 року, Указом Президії Верховної Ради УРСР, зі складу Бердичівської міської ради виділено сільську територію, з котрої утворено Бердичівський сільський район з центром у м. Бердичів у складі Житомирської області.
30 грудня 1962 року до складу району було включено весь Чуднівський район та частини Андрушівського та Житомирського районів, котрі було повернуто до попереднього складу районів в 1965 році, Чуднівський район відновлено роком пізніше.
Ліквідований відповідно до постанови Верховної Ради України від 17 липня 2020 року «Про утворення та ліквідацію районів».

## Адміністративний устрій
Адміністративно-територіально район поділяється на 1 селищну громаду, 3 сільські територіальні громади та 7 сільських рад, які об'єднують 62 населених пунктів та підпорядковані Бердичівській районній раді. Адміністративний центр — місто Бердичів, котре не входить до складу району.

## Населення
Розподіл населення за віком та статтю (2001)
| Стать | Всього | До 15 років | 15-24 | 25-44 | 45-64 | 65-85 | Понад 85 |
| --- | ------ | ----------- | ----- | ----- | ----- | ----- | -------- |
| Чоловіки | 15 806 | 3219        | 2230  | 4592  | 3778  | 1915  | 72       |
| Жінки | 18 750 | 2983        | 2121  | 4249  | 4572  | 4401  | 424      |
| \| Статево-вікова піраміда \| Статево-вікова піраміда \| Статево-вікова піраміда \| \| ----------------------- \| ----------------------- \| ----------------------- \| \| Чоловіки \| Вік \| Жінки \| \| 72 \| 85 + \| 424 \| \| 141 \| 80-84 \| 502 \| \| 359 \| 75-79 \| 1242 \| \| 710 \| 70-74 \| 1464 \| \| 705 \| 65-69 \| 1193 \| \| 1155 \| 60-64 \| 1686 \| \| 714 \| 55-59 \| 942 \| \| 856 \| 50-54 \| 952 \| \| 1053 \| 45-49 \| 992 \| \| 1205 \| 40-44 \| 1091 \| \| 1186 \| 35-39 \| 1116 \| \| 1136 \| 30-34 \| 1027 \| \| 1065 \| 25-29 \| 1015 \| \| 1051 \| 20-24 \| 955 \| \| 1179 \| 15-20 \| 1166 \| \| 1328 \| 10-14 \| 1197 \| \| 1109 \| 5-9 \| 1023 \| \| 782 \| 0-4 \| 763 \| |        |             |       |       |       |       |          |
| Статево-вікова піраміда |        |             |       |       |       |       |          |
| Чоловіки | Вік    | Жінки       |       |       |       |       |          |
| 72 | 85 +   | 424         |       |       |       |       |          |
| 141 | 80-84  | 502         |       |       |       |       |          |
| 359 | 75-79  | 1242        |       |       |       |       |          |
| 710 | 70-74  | 1464        |       |       |       |       |          |
| 705 | 65-69  | 1193        |       |       |       |       |          |
| 1155 | 60-64  | 1686        |       |       |       |       |          |
| 714 | 55-59  | 942         |       |       |       |       |          |
| 856 | 50-54  | 952         |       |       |       |       |          |
| 1053 | 45-49  | 992         |       |       |       |       |          |
| 1205 | 40-44  | 1091        |       |       |       |       |          |
| 1186 | 35-39  | 1116        |       |       |       |       |          |
| 1136 | 30-34  | 1027        |       |       |       |       |          |
| 1065 | 25-29  | 1015        |       |       |       |       |          |
| 1051 | 20-24  | 955         |       |       |       |       |          |
| 1179 | 15-20  | 1166        |       |       |       |       |          |
| 1328 | 10-14  | 1197        |       |       |       |       |          |
| 1109 | 5-9    | 1023        |       |       |       |       |          |
| 782 | 0-4    | 763         |       |       |       |       |          |

Чисельність району станом на 01. 01. 2007 року становила 31,6 тис. чол., у тому числі смт. Гришківці — 4,6 тис. чол.
За переписом 2001 року розподіл мешканців району за рідною мовою був наступним:
- українська — 98,04 %
- російська — 1,75 %
- білоруська — 0,04 %
- румунська — 0,04 %
- вірменська — 0,02 %
- польська — 0,01 %

## Промисловість
У виробничому відношення Бердичівський район — сільськогосподарський. Тому питанню розвитку сільського господарства приділяється належна увага.
Завершилось реформування сільськогосподарських підприємств на засадах приватної власності на землю та майно.
Відповідно до існуючих природно економічних умов у районі склався зерно-буряковий напрямок із розвиненим хмелярством у рослинництві та молочно-м'ясний у тваринництві. Провідними культурами району є озима пшениця та ячмінь, як займають 47 % у структурі посівних площ зернової групи.
Також розвинене хмелярство.

## Транспорт
Територією району проходить автошлях E583.

## Культура

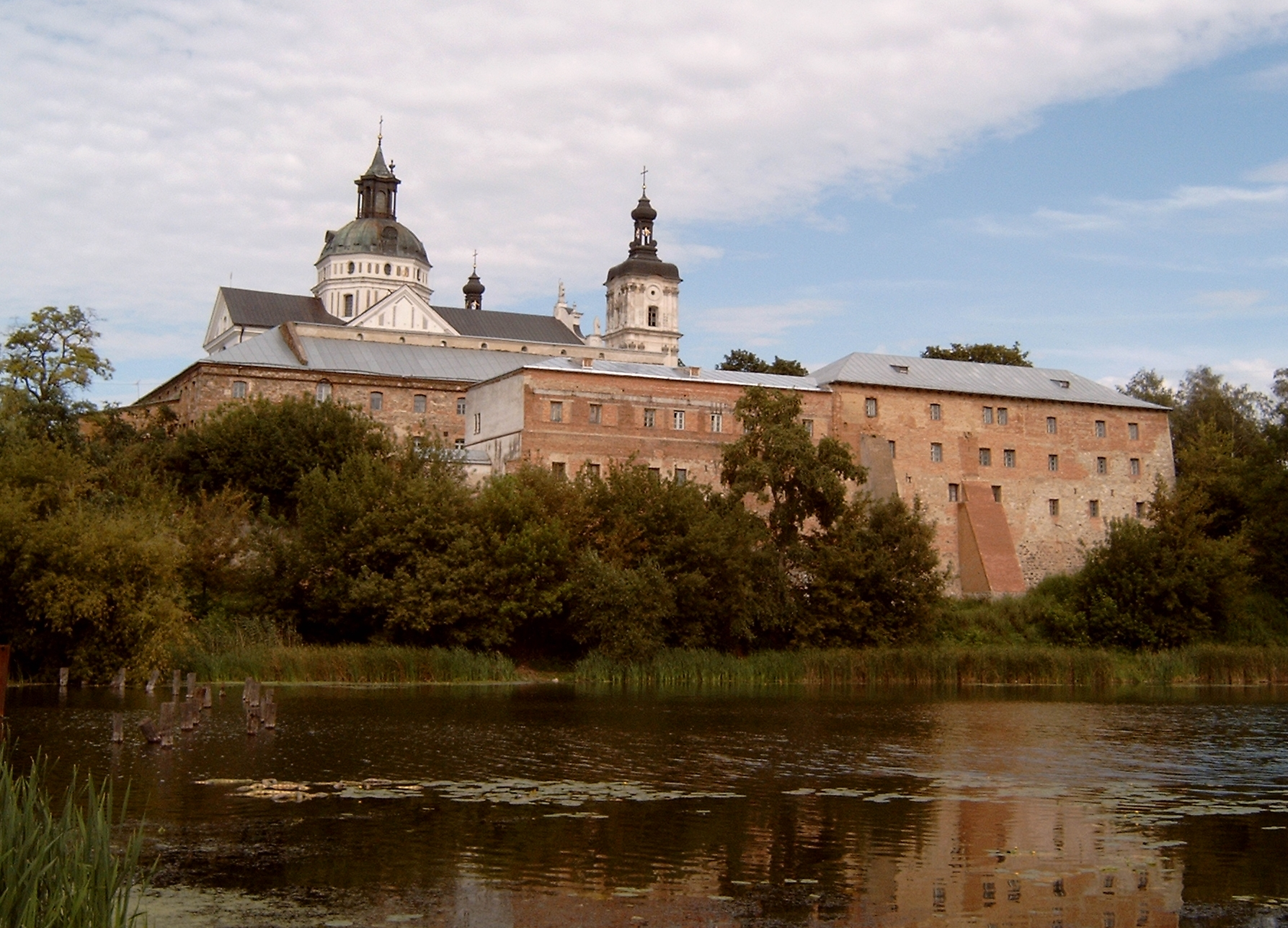

У районі працює 180 аматорських колективів, 46 бібліотек, 49 клубних установ.
Стали традиційними проведення свят, оглядів, конкурсів народної творчості. Основним осередком культури району є районний будинок творчості.
У с. Скраглівка діють оздоровчі табори «Березовий Гай» та «Соколятко».
У с. Терехове розташований музей класика англійської літератури Джозефа Конрада.
До послуг населення центральна лікарня, поліклініка, 14 лікарський амбулаторій, 36 фельдшерсько-акушерських пунктів, 8 аптек.

### Пам'ятки
- Пам'ятки історії Бердичівського району
- Пам'ятки монументального мистецтва Бердичівського району

## Політика
25 травня 2014 року відбулися Президентські вибори України. У межах Бердичівського району були створені 53 виборчі дільниці. Явка на виборах складала — 69,80 % (проголосували 17 659 із 25 299 виборців). Найбільшу кількість голосів отримав Петро Порошенко — 62,83 % (11 095 виборців); Юлія Тимошенко — 18,25 % (3 222 виборців), Олег Ляшко — 7,61 % (1 343 виборців), Сергій Тігіпко — 2,70 % (476 виборців). Решта кандидатів набрали меншу кількість голосів. Кількість недійсних або зіпсованих бюлетенів — 1,04 %. 

## Персоналії
- с. М. Грабчук (1911—1948) — Герой Радянського Союзу